# Juno Award/Rap Recording of the Year
Der Juno Award for Rap Recording of the Year wird seit 1991 von der Canadian Academy of Recording Arts and Sciences an das erfolgreichste Rap-Album eines kanadischen Künstlers verliehen. Von 1993 bis 2002 hieß der Preis Best Rap Recording.
Vor 1999 war der Award auf Grund des relativ geringen kommerziellen Erfolgs kanadischen Hip-Hops nicht Teil der im Fernsehen ausgestrahlten Hauptveranstaltung. 1998 gewannen die  Rascalz den Preis und beschwerten sich, dass Rassismus ein Grund wäre, dass der Award einen Tag vor der Hauptveranstaltung vergeben würde. Daher lehnten sie den Preis ab. 1999 wurden der Award Teil der Hauptveranstaltung.
Es werden sowohl Singles als auch Alben nominiert.

## Übersicht

### Rap Recording of the Year (1991–1992)
| Jahr | Sieger            | Album oder Single                        | Nominierungen | Ref. |
| ---- | ----------------- | ---------------------------------------- | --- | ---- |
| 1991 | Maestro Fresh-Wes | Symphony in Effect                       | - Simply Majestic with B-Kool, Dance to the Music (Work Your Body) - MCJ and Cool G, So Listen - Spunkadelic, Take Me Like I Am - Dream Warriors, Wash Your Face in My Sink |      |
| 1992 | Dream Warriors    | My Definition of a Boombastic Jazz Style | - Maestro Fresh-Wes, Conductin' Things - Michie Mee and L.A. Luv, Jamaican Funk: Canadian Style - Simply Majestic, Play the Music DJ - Kish, She's a Flirt (Let's Do It)    |      |

### Best Rap Recording (1993–2002)
| Jahr | Sieger                                                               | Album oder Single | Nominierungen | Ref. |
| ---- | -------------------------------------------------------------------- | ----------------- | --- | ---- |
| 1993 | Devon                                                                | Keep It Slammin‘  | - Maestro Fresh-Wes, Maestro Zone - The Maximum Definitive, The Jungle Man - Organized Rhyme, Check the O.R. - Ragga Muffin Rascals, Really Livin‘                                                                    |      |
| 1994 | TBTBT                                                                | One Track Mind    | - B-Kool, Got to Get Over - Devon, Call the Cops - Rumble, Safe - Split Personality, Try and Stop Us |      |
| 1995 | Ghetto Concept                                                       | Certified         | - Freaks of Reality, Chi-Litchi-Latchi-Low - Maestro Fresh-Wes, Naaah, Dis Kid Can't Be from Canada?!! - Rascalz, Really Livin' - Dream Warriors, Subliminal Simulation                                               |      |
| 1996 | Ghetto Concept                                                       | E-Z On tha Motion | - Da Grassroots with Elemental, Drama - UBAD, The Legacy - Saukrates, Still Caught Up - Cipher, 360 Degrees |      |
| 1997 | Choclair                                                             | What It Takes     | - Scales Empire, Bright Lights, Big City - Rascalz, FitnRedi - Dream Warriors, The Master Plan - Kardinal Offishall, Naughty Dread                                                                                    |      |
| 1998 | Rascalz                                                              | Cash Crop         | - Infinite featuring Divine Earth Essence, Gotta Get Mine - Choclair, Just A Second Remix - Ghetto Concept, Krazy World - Frankenstein, Rain Is Gone                                                                  |      |
| 1999 | Rascalz featuring Choclair, Kardinal Offishall, Thrust and Checkmate | Northern Touch    | - Maestro, Built to Last - Citizen Kane, The Epic - Frankenstein, Frankenstein UV - Ghetto Concept, Ghetto Concept, The Album                                                                                         |      |
| 2000 | Choclair                                                             | Ice Cold          | - Citizen Kane, Deliverance - Rascalz, Global Warning - Saukrates, Money or Love - Michie Mee with Esthero, Don't Wanna Be Your Slave                                                                                 |      |
| 2001 | Swollen Members                                                      | Balance           | - DJ Serious, Dim Sum - Kardinal Offishall, Husslin‘ - BrassMunk, Live Ordeal - Baby Blue Soundcrew feat. Kardinal Offishall, Sean Paul and Jully Black, Money Jane                                                   |      |
| 2002 | Swollen Members                                                      | Bad Dreams        | - Solitair, Easy to Slip - Kardinal Offishall, Quest for Fire: Firestarter, Vol. 1 - Jelleestone, Jelleestone Thirteen - Ghetto Concept feat, Snow, Kardinal Offishall, Maestro, Red-One and Ironside, Still Too Much |      |

### Rap Recording of the Year (2003 - present)
| Jahr | Sieger                       | Album oder Single                                     | Nominierungen | Ref.  |
| ---- | ---------------------------- | ----------------------------------------------------- | --- | ----- |
| 2003 | Swollen Members              | Monsters in the Closet                                | - BrassMunk, El Dorado - Checkmate, R.A.W. - K-Os, Exit - Rascalz, Reloaded                                                                                                   |       |
| 2004 | Choclair                     | Flagrant                                              | - BrassMunk, Dark Sunrise - IRS, Welcome to Planet IRS - Mr. Roam, Tom Strokes Presents the ClasSix Plus Six - Sweatshop Union, Natural Progression                           |       |
| 2005 | k-os                         | Joyful Rebellion                                      | - Kardinal Offishall, Bang Bang - Concise, F.A.M.E. - DL Incognito, Life's a Collection of Experiences - Kyprios, Say Something                                               |       |
| 2006 | K'naan                       | The Dusty Foot Philosopher                            | - Classified, Boy-Cott-In the Industry - Kardinal Offishall, Fire and Glory - Eternia, It's Called Life - Sweatshop Union, United We Fall                                     |       |
| 2007 | Swollen Members              | Black Magic                                           | - Rich London, The Answer - Arabesque, The Frenzy of Renown - Classified, Hitch Hikin' Music - DL Incognito, Organic Music for a Digital World                                |       |
| 2008 | Belly                        | The Revolution                                        | - BrassMunk, The Fewturistic - JDiggz, Memoirs of a Playbwoy - Marco Polo, Port Authority - Shad, The Old Prince                                                              |       |
| 2009 | Kardinal Offishall           | Not 4 Sale                                            | - DL Incognito, A Captured Moment in Time - D-Sisive, The Book - Famous, I Rap Now - Point Blank, Point Blank                                                                 |       |
| 2010 | Drake                        | So Far Gone                                           | - Classified, Self Explanatory - Big Page, Drake & U.G.O Crew, Still Fly - K'naan, Troubadour - K-os, Yes!                                                                    |       |
| 2011 | Shad                         | TSOL                                                  | - Eternia and MoSS, At Last - Drake, Thank Me Later - Ghettosocks, Treat of the Day - D-Sisive, Vaudeville                                                                    |       |
| 2012 | Drake                        | Take Care                                             | - Classified, Handshakes and Middle Fingers - D-Sisive, Jonestown 2: Jimmy Go Bye-Bye - Kardinal Offishall, Anywhere (Ol' Time Killin' Pt. 2) - Swollen Members, Dagger Mouth |       |
| 2013 | Classified feat. David Myles | Inner Ninja                                           | - JD Era, No Handouts - Rich Kidd/SonReal, The Closers - Madchild, Dope Sick - Maestro Fresh Wes, Black Tuxedo EP                                                             |       |
| 2014 | Drake                        | Nothing Was the Same                                  | - Classified, Classified - Rich Kidd, In My Opinion - Shad, Flying Colours - SonReal, Everywhere We Go                                                                        |       |
| 2015 | Naturally Born Strangers     | The Legends League Presents: Naturally Born Strangers | - Marco Polo, PA2: The Director's Cut - P Reign, Dear America - Saukrates, Amani - Tre Mission, Stigmata                                                                      |       |
| 2016 | Drake                        | If You’re Reading This It’s Too Late                  | - BADBADNOTGOOD & Ghostface Killah, Sour Soul - Kardinal Offishall, Kardi Gras, Vol. 1: The Clash - k-os, Can't Fly Without Gravity - SonReal, For the Town                   |       |
| 2017 | Jazz Cartier                 | Hotel Paranoia                                        | - Drake, Views - Belly, Another Day in Paradise - Tory Lanez, I Told You - Tasha the Amazon, Die Every Day                                                                    |       |
| 2018 | Tory Lanez                   | Shooters                                              | - Belly, Mumble Rap - Clairmont the Second, Lil Mont From the Ave - Lou Phelps, 001: Experiments - Maestro Fresh Wes, Coach Fresh                                             |       |
| 2019 | Tory Lanez                   | Love Me Now?                                          | - 88Glam, 88Glam Reloaded - Belly, Immigrant - Killy, Surrender Your Soul - Nav, Reckless                                                                                     | [ 3 ] |
| 2020 | Tory Lanez                   | Freaky                                                | - 88Glam, 88GLAM2 - Classified, Tomorrow Could Be the Day Things Change - Killy, Light Path 8 - Nav, Bad Habits                                                               | [ 4 ] |